# Phrynetopsis kolbei
Phrynetopsis kolbei är en skalbaggsart som beskrevs av Charles Joseph Gahan 1909. Phrynetopsis kolbei ingår i släktet Phrynetopsis och familjen långhorningar. Inga underarter finns listade i Catalogue of Life.